# Sandlavspinnare
Sandlavspinnare (Eilema palliatellum) är en fjärilsart som först beskrevs av Giovanni Antonio Scopoli 1763.  Sandlavspinnare ingår i släktet Eilema, och familjen björnspinnare. Arten har ej påträffats i Sverige. Inga underarter finns listade i Catalogue of Life.